# 托尼 (阿拉巴馬州)
托尼（英語：Toney）是一個位於美國阿拉巴馬州麥迪遜縣的非建制地區。該地的面積和人口皆未知。

## 地理
托尼的座標為34°54′00″N 86°45′00″W / 34.90000°N 86.75000°W，而該地的平均海拔高度為252米（即827英尺）。